# Palpita impunctalis
Palpita impunctalis là một loài bướm đêm trong họ Crambidae.